# Diourbel (Département)

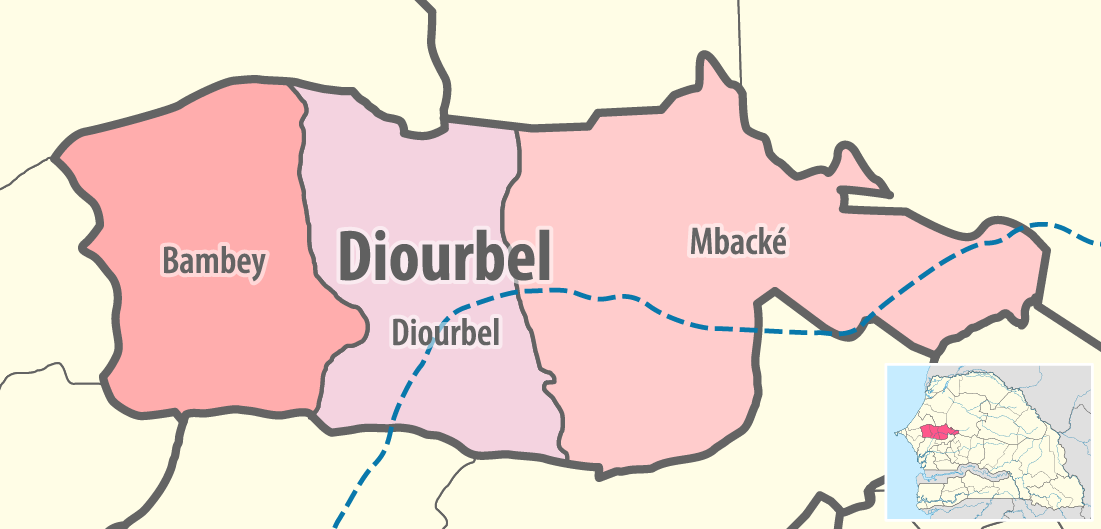
Département Diourbel in der Region Diourbel

Das Département Diourbel mit der Hauptstadt Diourbel ist eines von 45 Départements, in die der Senegal, und eines von drei Départements, in die die Region Diourbel gegliedert ist. Es liegt im Zentrum des westlichen Senegal am Mittellauf des Sine.
Das Département hat eine Fläche von 1175 km² und gliedert sich wie folgt in Arrondissements, Kommunen (Communes) und Landgemeinden (Communautés rurales):
| Commune / Arrondissement | Communauté rurale | Einwohner 2013 |
| Diourbel                 | —                 | 133.706        |
| Ndindy                   | Ndankh Sène       | 9.630          |
| Ndindy                   | Gade Escale       | 3.240          |
| Ndindy                   | Ndindy            | 14.197         |
| Ndindy                   | Keur Ngalgou      | 7.214          |
| Ndindy                   | Taiba Moutoupha   | 10.382         |
| Ndindy                   | Touba Lappe       | 3.317          |
| Ndoulo                   | Ndoulo            | 12.149         |
| Ndoulo                   | Ngohe             | 30.190         |
| Ndoulo                   | Patar             | 17.072         |
| Ndoulo                   | Tocky Gare        | 14.726         |
| Ndoulo                   | Toure Mbonde      | 12.391         |
| Département              | —                 | 268.215        |